# Philharmonie Salzburg
Die Philharmonie Salzburg ist ein österreichisches Orchester, das 1998 von der Dirigentin Elisabeth Fuchs als Junge Philharmonie Salzburg gegründet wurde. Das Ensemble, das seinen Sitz in Salzburg hat, zeichnet sich durch ein breites Repertoire aus, das von klassischen und romantischen Werken bis hin zu zeitgenössischer Musik reicht. Seit seiner Gründung hat sich das Orchester durch innovative Konzertformate, Crossover-Projekte und ein starkes Engagement in der Musikvermittlung für junge Menschen einen Namen gemacht.

## Geschichte
Die Philharmonie Salzburg wurde 1998 von der Dirigentin Elisabeth Fuchs als Junge Philharmonie Salzburg gegründet. Das Orchester setzte sich anfangs aus jungen Musikern zusammen, die am Mozarteum Salzburg studierten oder studiert hatten.
Von Beginn an verfolgte das Ensemble das Ziel, neben klassischen und romantischen Werken auch zeitgenössische Musik in sein Repertoire aufzunehmen. Diese Vielseitigkeit spiegelt sich in der Programmgestaltung wider, die von Bach und Mozart bis hin zu Igor Strawinsky, Fazil Say und John Adams reicht.
Ein wichtiger Meilenstein in der Entwicklung des Orchesters war die Einführung einer eigenen Abonnement-Konzertreihe im Jahr 2004, die vier Konzerte pro Saison im Großen Saal des Mozarteums umfasste. Das Jahr 2005 markierte einen bedeutenden Schritt für das Ensemble, als es bei den Salzburger Festspielen debütierte. Dort begleitete das Orchester den Stummfilm Das neue Babylon mit der Originalmusik von Dmitri Schostakowitsch.
Im Mozartjahr 2006 erweiterte die Junge Philharmonie Salzburg ihr Repertoire um Opernaufführungen. Im Rahmen des Projekts Mozart 22 bei den Salzburger Festspielen präsentierte das Orchester die Opern Bastien und Bastienne sowie Der Schauspieldirektor im Salzburger Marionettentheater.
Die internationale Präsenz des Orchesters wuchs stetig. Neben regelmäßigen Auftritten in Österreich konzertierte es auch in Deutschland, Italien und Kroatien. Ein besonderer Höhepunkt war eine Konzerttournee nach China im Jahr 2001 mit Auftritten in Peking und Shanghai.
2011 erfolgte die Umbenennung von Junge Philharmonie Salzburg in Philharmonie Salzburg. Unter diesem Namen setzte das Orchester seine innovative Programmgestaltung fort und erweiterte sein Spektrum um sogenannte „Crossprojekte“. Dazu gehören Formate wie Best of Hollywood, Game Music meets Poetry Slam oder Soul meets Classic.
Ein besonderes Anliegen der Philharmonie Salzburg ist die Musikvermittlung für junge Menschen. In Zusammenarbeit mit den Kinderfestspielen bietet das Orchester interaktive symphonische Konzerte und Workshops für Kinder, Jugendliche und Familien an. Eine weitere Initiative in diesem Bereich sind die Lehrlingskonzerte im Großen Festspielhaus in Salzburg, die das Orchester ins Leben rief.
Die Philharmonie Salzburg hat sich auch einen Namen für außergewöhnliche Kooperationen gemacht. Renommierte Solisten wie Juan Diego Flórez, Rolando Villazón und Olga Scheps traten mit dem Orchester auf. Zudem wurden literarische Konzertabende mit Schauspielern wie Iris Berben, Cornelius Obonya und Philipp Hochmair veranstaltet.
Zum 20-jährigen Jubiläum im Jahr 2018 präsentierte die Philharmonie Salzburg ein spartenübergreifendes Projekt: das Konzert The Next Level!, das Live-Orchestermusik mit Akrobaten und DJs verband. Ein weiterer Höhepunkt war die Weltpremiere von Jedermann Reloaded Symphonic im Großen Festspielhaus im Herbst 2019, bei der das Orchester unter der Leitung von Chefdirigentin Elisabeth Fuchs mit Philipp Hochmair auftrat.
Die jüngste Entwicklung in der Geschichte der Philharmonie Salzburg ist die Zusammenarbeit mit der Harfenistin Evelyn Huber, aus der 2022 das Album Joy hervorging.

## Repertoire und künstlerische Ausrichtung
Das Repertoire des Orchesters umfasst ein weites Spektrum von klassisch-romantischen Werken bis hin zu zeitgenössischen Kompositionen. Es reicht von Bach, Mozart, Beethoven und Schubert über Igor Strawinsky bis zu modernen Komponisten wie Fazil Say und John Adams. Diese Bandbreite spiegelt den Anspruch des Orchesters wider, sowohl traditionelle als auch moderne Musik zu präsentieren und zu fördern.
Ein besonderer Fokus liegt auf der Aufführung zeitgenössischer Werke. Das Orchester integriert regelmäßig Stücke aus dem 20. und 21. Jahrhundert in seine Programme und hat bereits mehrere Uraufführungen zeitgenössischer Komponisten realisiert. Diese Praxis unterstreicht das Engagement der Philharmonie Salzburg für die Förderung und Verbreitung moderner klassischer Musik.
Die künstlerische Ausrichtung des Orchesters zeichnet sich durch eine Kombination aus traditionellen Konzertformaten und innovativen Projekten aus. Neben regulären Abonnement-Konzerten setzt die Philharmonie Salzburg stark auf die Entwicklung neuer Publikumsschichten, insbesondere im Bereich des „audience development“.

### Konzertformate und Projekte
Die Philharmonie Salzburg hat sich seit ihrer Entstehung im Jahr 1998 zu einem vielseitigen Orchester entwickelt, das verschiedene innovative Konzertformate und Projekte anbietet.

#### Klassische Konzertformate
Die Philharmonie Salzburg präsentiert regelmäßig klassische Orchesterkonzerte im Rahmen eines Abonnement-Zyklus. Diese Konzerte finden in renommierten Veranstaltungsorten wie dem Großen Festspielhaus Salzburg, der Felsenreitschule und dem Großen Saal des Mozarteums statt. Das Repertoire umfasst Werke von Bach bis zu zeitgenössischen Komponisten wie John Adams, wobei ein besonderer Fokus auf der Aufführung selten gespielter Werke liegt.

#### Crossover-Projekte
Ein Markenzeichen der Philharmonie Salzburg sind ihre innovativen Crossover-Projekte, die klassische Musik mit anderen Genres und Kunstformen verbinden. Beispiele hierfür sind:
- Mozart goes Jazz
- Maria Bill singt Edith Piaf
- Symphonic Klezmer
- Tango pur mit Quadro Nuevo

Diese Projekte zielen darauf ab, klassische Musik einem breiteren Publikum zugänglich zu machen und neue künstlerische Ausdrucksformen zu erkunden.

#### Filmmusik und multimediale Konzerte
Die Philharmonie Salzburg hat sich auch einen Namen mit der Aufführung von Filmmusik gemacht. Das Orchester präsentiert regelmäßig Konzerte mit Titeln wie Best of Hollywood oder spielt live die Begleitung zu Stummfilmen. Ein besonderes Highlight war die Aufführung der Originalmusik von Dmitri Schostakowitsch zum Stummfilm Das neue Babylon bei den Salzburger Festspielen 2005.

#### Kinder- und Jugendprojekte
Ein wichtiger Schwerpunkt der Philharmonie Salzburg liegt auf der Musikvermittlung für junge Menschen. Dazu gehören:
- Kinderfestspiele: Seit 2007 organisiert das Orchester interaktive symphonische Konzerte und Workshops für Kinder und Familien.[8]
- Lehrlingskonzerte: Die Philharmonie Salzburg initiierte Konzerte speziell für Lehrlinge im Großen Festspielhaus Salzburg.[9]
- Kinder- und Jugendphilharmonie Salzburg: 2022 wurde dieses Nachwuchsorchester gegründet, das jungen Musikern zwischen 7 und 18 Jahren die Möglichkeit bietet, Orchestererfahrung zu sammeln.[10]

#### Innovative Formate
Die Philharmonie Salzburg experimentiert kontinuierlich mit neuen Konzertformaten:
- Game Music meets Poetry Slam: Eine Verbindung von Videospielmusik und Poetry-Slam.
- Soul meets Classic: Eine Fusion von Soul-Musik und klassischem Orchestersound.
- The Next Level!: Ein spartenübergreifendes Projekt zum 20-jährigen Jubiläum des Orchesters, das Live-Orchestermusik mit Akrobatik und DJ-Performances kombinierte.
- Jedermann Reloaded Symphonic: Eine symphonische Neuinterpretation des Jedermann-Stoffes, uraufgeführt 2019 mit dem Schauspieler Philipp Hochmair.
- Joy: Die Produktion des Albums Joy mit der Harfenistin Evelyn Huber zeigt die Bereitschaft des Orchesters, neue musikalische Wege zu beschreiten.

#### Chorprojekte und partizipative Formate
Die Philharmonie Salzburg legt großen Wert auf partizipative Musikvermittlung. Dies zeigt sich in großen Chorprojekten mit über 300 Mitwirkenden sowie in Education-Projekten für verschiedene Altersgruppen.

## Chefdirigentin Elisabeth Fuchs
Elisabeth Fuchs, geboren 1976 in Kirchdorf an der Krems, Oberösterreich, ist eine renommierte österreichische Dirigentin und Gründerin der Philharmonie Salzburg. Sie gründete das Orchester 1998 im Alter von 22 Jahren und entwickelte es zu einem angesehenen Ensemble mit breitem Repertoire von Bach bis zu zeitgenössischen Komponisten. Fuchs zeichnet sich durch innovative Programmgestaltung und Crossover-Projekte aus, die darauf abzielen, neue Publikumsschichten zu erschließen. Ihr besonderes Engagement gilt der Musikvermittlung und Nachwuchsförderung, was sich in Initiativen wie den Kinderfestspielen Salzburg und Lehrlingskonzerten widerspiegelt. Neben ihrer Tätigkeit in Salzburg arbeitet Fuchs mit renommierten Orchestern in ganz Europa zusammen und ist seit 2023 auch Chefdirigentin des Landesorchesters Burgenland. Für ihre Verdienste wurde Fuchs mehrfach ausgezeichnet, und ihr innovativer Ansatz, klassische Musik „neu und frisch zu denken“, hat sie zu einer wichtigen Figur in der österreichischen Musiklandschaft gemacht.